# Eiskunstlauf-Weltmeisterschaften 1936
Die 34. Eiskunstlauf-Weltmeisterschaften fanden in Paris (Frankreich) statt, für die Damenkonkurrenz am 21. und 22. Februar und für die Herren- und Paarkonkurrenz am 28. und 29. Februar 1936.
Sonja Henie gewann ihren letzten Titel, es war der zehnte Titel in Folge. Auch Karl Schäfer gewann seinen letzten Titel, den siebten in Folge.

## Ergebnisse

### Herren
| Platz | Sportler           | Land                   |
| ----- | ------------------ | ---------------------- |
| 1     | Karl Schäfer       | Österreich             |
| 2     | Graham Sharp       | Vereinigtes Königreich |
| 3     | Felix Kaspar       | Österreich             |
| 4     | Jack Dunn          | Vereinigtes Königreich |
| 5     | Montgomery Wilson  | Kanada                 |
| 6     | Dénes Pataky       | Ungarn                 |
| 7     | Leopold Linhart    | Österreich             |
| 8     | Robin Lee          | Vereinigte Staaten     |
| 9     | Herbert Alward     | Österreich             |
| 10    | Freddy Mésot       | Belgien                |
| 11    | Erle Reiter        | Vereinigte Staaten     |
| 12    | Jean Henrion       | Frankreich             |
| 13    | Toshikazu Katayama | Japan                  |
| 14    | Lucian Büeler      | Schweiz                |
| 15    | Kazuyoshi Oimatsu  | Japan                  |
| 16    | Zenjiro Watanabe   | Japan                  |
| 17    | Tsugio Hasegawa    | Japan                  |

Punktrichter waren:
- F. Schober  Deutsches Reich
- R. Kaler  Österreich
- C. Rotch  Vereinigte Staaten
- L. Barbey  Frankreich
- K. Dundas  Vereinigtes Königreich

### Damen
| Platz | Sportlerin            | Land                   |
| ----- | --------------------- | ---------------------- |
| 1     | Sonja Henie           | Norwegen               |
| 2     | Megan Taylor          | Vereinigtes Königreich |
| 3     | Vivi-Anne Hultén      | Schweden               |
| 4     | Emmy Putzinger        | Österreich             |
| 5     | Gweneth Butler        | Vereinigtes Königreich |
| 6     | Victoria Lindpaitner  | Deutsches Reich        |
| 7     | Mollie Phillips       | Vereinigtes Königreich |
| 8     | Mia Macklin           | Vereinigtes Königreich |
| 9     | Pamela Prior          | Vereinigtes Königreich |
| 10    | Etsuko Inada          | Japan                  |
| 11    | Yvonne de Ligne       | Belgien                |
| 12    | Glady Jagger          | Vereinigtes Königreich |
| 13    | Audrey Peppe          | Vereinigte Staaten     |
| 14    | Gaby Clericetti       | Frankreich             |
| 15    | Jacqueline Vaudecrane | Frankreich             |
| 16    | Pamela Stephany       | Vereinigtes Königreich |
| 17    | Jeanine Garanger      | Frankreich             |

Punktrichter waren:
- C. Rotch  Vereinigte Staaten
- W. Bowhill  Vereinigtes Königreich
- W. Bayerle  Österreich
- B. Börjeson  Norwegen
- F. de Montigny  Belgien
- F. Schober  Deutsches Reich
- Ch. Sabouret  Frankreich

### Paare
| Platz | Sportler                        | Land                   |
| ----- | ------------------------------- | ---------------------- |
| 1     | Maxi Herber / Ernst Baier       | Deutsches Reich        |
| 2     | Ilse Pausin / Erik Pausin       | Österreich             |
| 3     | Violet Cliff / Leslie Cliff     | Vereinigtes Königreich |
| 4     | Louise Bertram / Stewart Reburn | Kanada                 |
| 5     | Maribel Vinson / George Hill    | Vereinigte Staaten     |
| 6     | Grace Madden / James Madden     | Vereinigte Staaten     |

Punktrichter waren:
- F. Schober  Deutsches Reich
- H. Grünauer  Österreich
- Ch. Sabouret  Frankreich
- K. Dundas  Vereinigtes Königreich
- C. Rotch  Vereinigte Staaten

## Medaillenspiegel
| Platz | Land                   | Gold | Silber | Bronze | Gesamt |
| ----- | ---------------------- | ---- | ------ | ------ | ------ |
| 1     | Österreich             | 1    | 1      | 1      | 3      |
| 2     | Deutsches Reich        | 1    | –      | –      | 1      |
| 2     | Norwegen               | 1    | –      | –      | 1      |
| 4     | Vereinigtes Königreich | –    | 2      | 1      | 3      |
| 5     | Schweden               | –    | –      | 1      | 1      |